# Xavier Arreaga
Xavier Ricardo Arreaga Bermello (* 28. September 1994 in Guayaquil) ist ein ecuadorianischer Fußballspieler.

## Karriere

### Verein
In seiner Jugend spielte er bis ca. 2007 bei Selección del Guayas und später bei Unión Española. Ab 2012 ging es für ihn weiter beim Halley FC, von wo er im September des Jahres in die U20 des Manta FC überging. Hier ging er direkt im Januar 2013 dann auch in die B-Mannschaft über und war ab Anfang 2014 Bestandteil des Kaders der ersten Mannschaft. Hier kam er auch gleich in seiner ersten Saison einige Male in der ersten Liga zum Einsatz. Nach der Saison stieg seine Mannschaft aber ab. Nach einer weiteren Saison hier, folgte eine Leihe zum Barcelona SC für den Verlauf der Saison 2016. Nach dem Ablauf der Leihe wechselte er dann auch fest zum SC und verblieb hier bis Mai 2019. Seitdem steht er in der US-amerikanischen MLS beim Franchise Seattle Sounders unter Vertrag.

### Nationalmannschaft
Sein Debüt in der ecuadorianischen Nationalmannschaft hatte er am 20. November 2018 bei einem 2:1-Freundschaftsspielsieg über Panama. Hier stand er auch direkt in der Startelf und verblieb hier auch über die komplette Spielzeit auf dem Platz. Nach ein paar weiteren Freundschaftsspielen wurde er dann auch in einigen Partien der Qualifikation für die Weltmeisterschaft 2022 eingesetzt.